# Благодатне (Пологівський район)

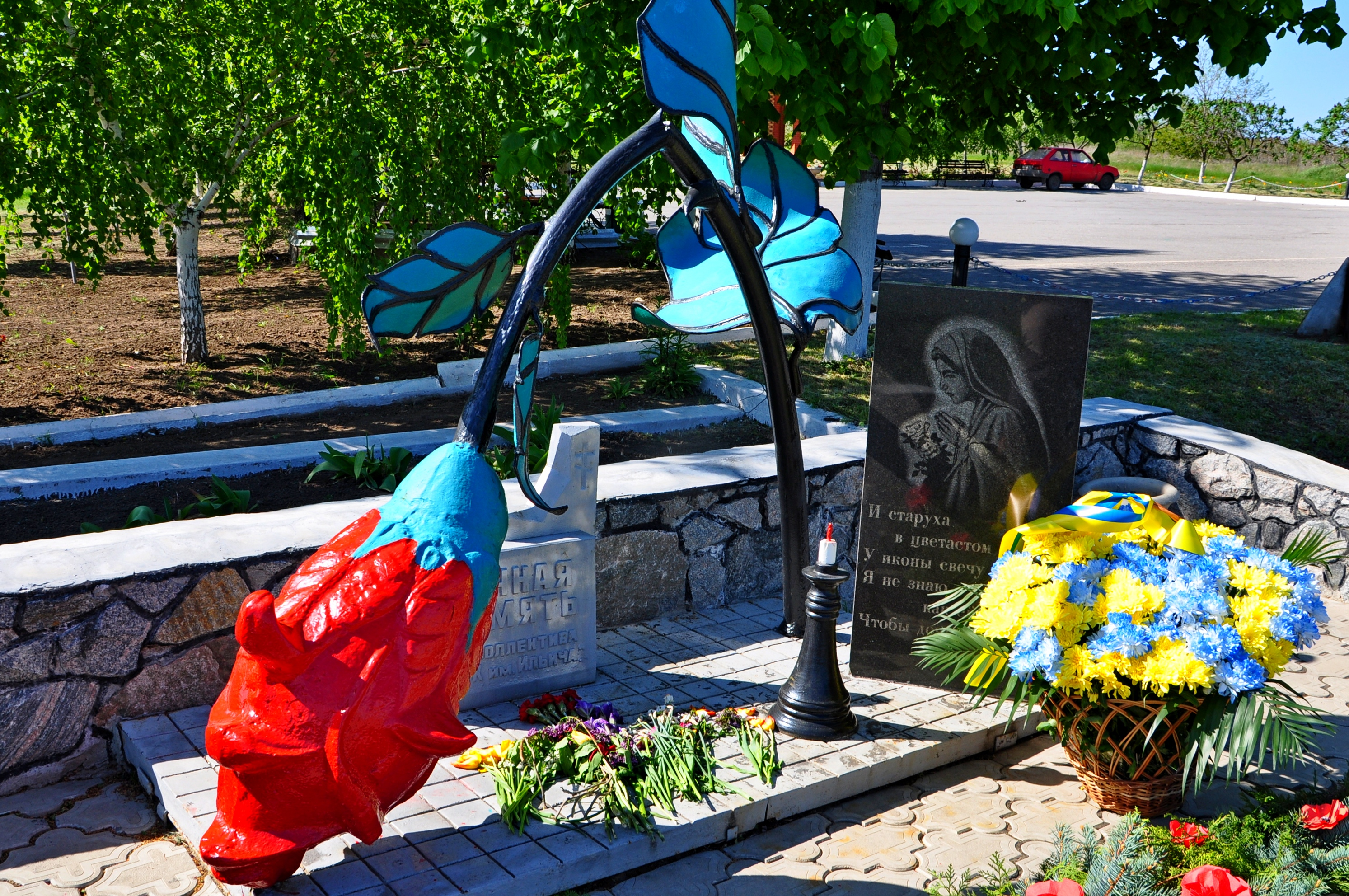
Пам'ятник жінкам-солдатам штрафного батальйону

Благодатне (до 1945 — Вейнау, в 1945—2016 — Чапаєвка) — село в Україні, у Молочанській міській громаді Пологівського району Запорізької області. Населення становить 183 особи. Розташоване на правому березі Молочної річки.
Село було засноване німцями-лютеранами в 1804 році. Під час німецько-радянської війни німці залишили село.
Восени 1943 року в районі села точилися запеклі бої. На пам'ять про загиблих вояків у Благодатному збудовано великий меморіальний комплекс.

## Географія
Село Благодатне розташоване на правому березі річки Молочної, вздовж шляху, що йде правим берегом річки з Молочанська в Терпіння. Вище за течією Молочної розташоване село Виноградне, нижче за течією — село Старобогданівка. На захід від Благодатного знаходиться Трудолюбимівка, що з'єднана з Благодатним ґрунтовою дорогою.
На протилежному березі річки знаходиться село Долина. З Благодатного туди ведуть ґрунтова дорога з пішохідним мостом.
Благодатне знаходиться в долині річки Молочної. Одразу за західною околицею села долина закінчується, і починається крутий пагорб — Пришибські висоти.

## Історія
Село засноване 1804 року німцями-лютеранами і спочатку носило назву Вейнау. Засновниками села були 37 сімей з пруської частини Польщі, що переселилися туди 1802 року з-під Штутгарта. 1810 року приїхали ще 12 сімей з Карлсруе, а 1815 року 15 сімей переселилися з Вейнау в колонію Вассерау (теперішнє Водне).
Станом на 1857 рік колонія мала 2160 десятин землі. 1910 року в Вейнау працювала фабрика сільськогосподарських машин Х. і Г. Ценерів, 2 вітряки, цегельний завод, столярна майстерня, школа.
За 500 метрів від теперішньої південної околиці Благодатного в другій половині XIX — першій половині XX століття знаходилось інше німецьке село — Дурлах. Пізніше воно було покинуте, і зараз майже ніяких рештків села не лишилось.
1926 року село було центром сільради.
Восени 1943 року через село проходила німецька оборонна лінія Вотан. Штурмуючи її, радянські війська понесли тяжкі втрати.
1945 року село перейменовано на Чапаєвку.
Село входило до складу Долинської сільської ради. 1993 року було утворено Виноградненську сільську раду, і Благодатне увійшло в її склад.
Село було внесено до переліку населених пунктів, які потрібно перейменувати згідно із законом «Про засудження комуністичного та націонал-соціалістичного (нацистського) тоталітарних режимів в Україні та заборону пропаганди їхньої символіки».
12 червня 2020 року, відповідно до Розпорядження Кабінету Міністрів України від № 713-р «Про визначення адміністративних центрів та затвердження територій територіальних громад Запорізької області», увійшло до складу Молочанської міської громади.
19 липня 2020 року, в результаті адміністративно-територіальної реформи та ліквідації Токмацького району, селище увійшло до складу Пологівського району.

## Населення
Чисельність населення Чапаєвки в різні роки складала:
| Рік  | Населення |
| ---- | --------- |
| 1804 | 131       |
| 1818 | 203       |
| 1838 | 344       |
| 1848 | 373       |
| 1858 | 511       |

| Рік  | Населення |
| ---- | --------- |
| 1864 | 550       |
| 1886 | 686       |
| 1896 | 417       |
| 1905 | 315       |
| 1911 | 486       |

| Рік  | Населення |
| ---- | --------- |
| 1915 | 567       |
| 1919 | 405       |
| 1926 | 469       |
| 1939 | 460       |
| 2001 | 183       |

1926 року серед 469 мешканців села 457 були німцями.

## Пам'ятки
У Благодатному в 2005 році побудовано Військово-братський меморіал, присвячений загиблим під час прориву оборонної лінії Вотан восени 1943 року. Тут перепоховані останки воїнів, які загинули на Пришибських висотах під час радянсько-німецької війни. Завдяки праці пошуковців з Токмацького військово-історичного пошукового товариства «Вотан», Бердянського військового загону «Полігон» та Мелітопольського військово-пошукового загону «Відродження» знайдено останки солдатів, а також військове спорядження, з якого було зроблено частину пам'ятників меморіалу.

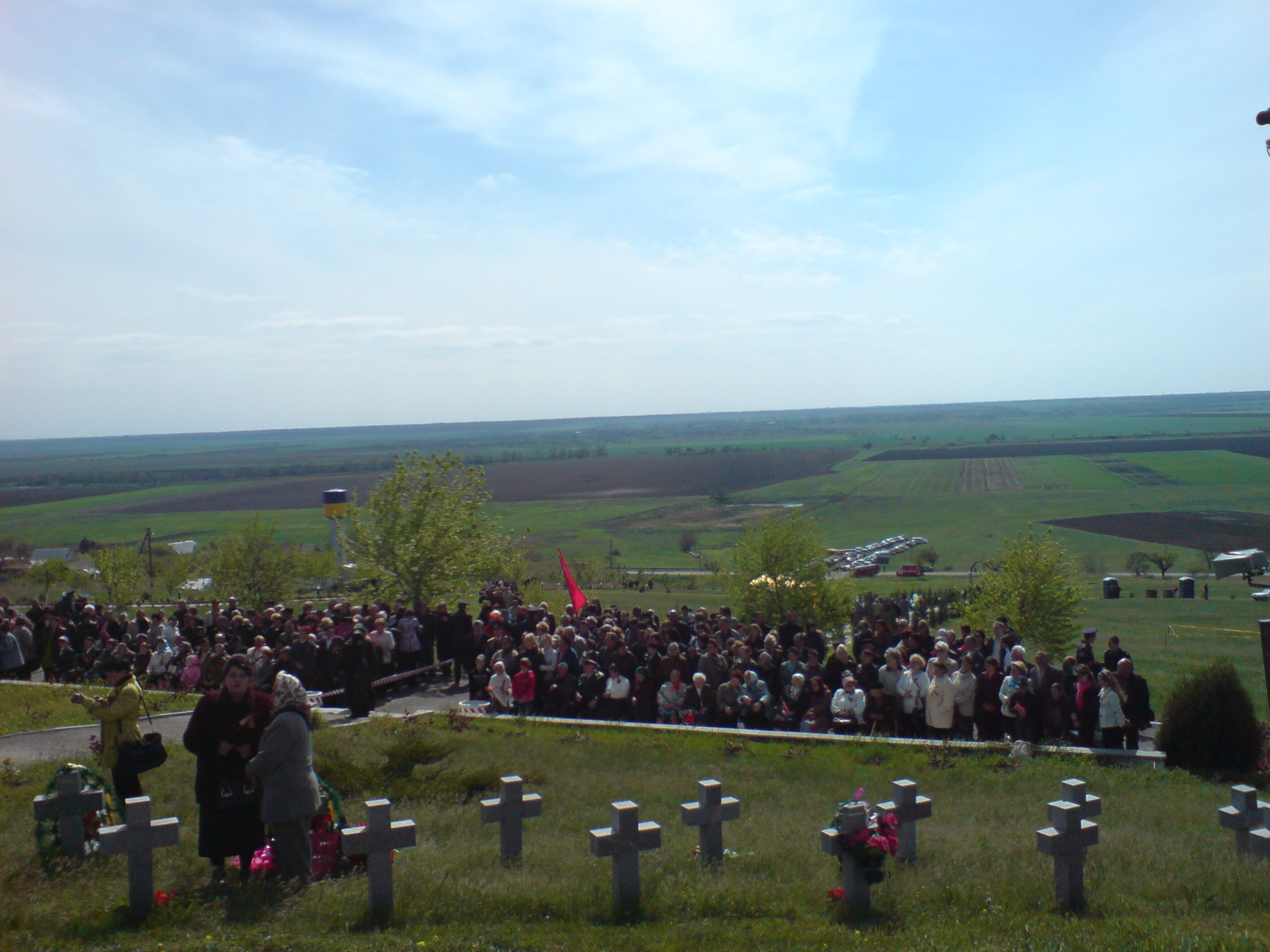
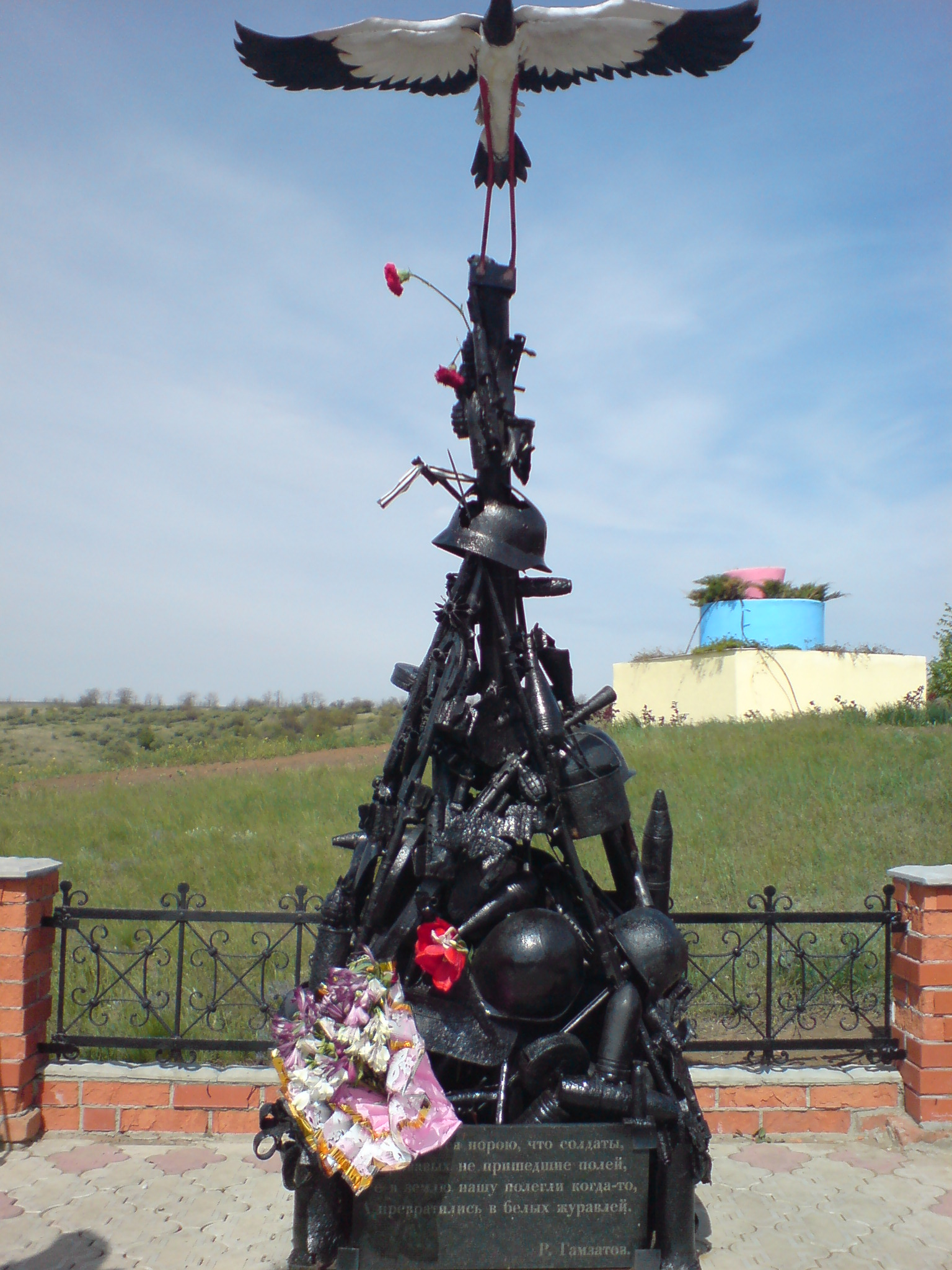
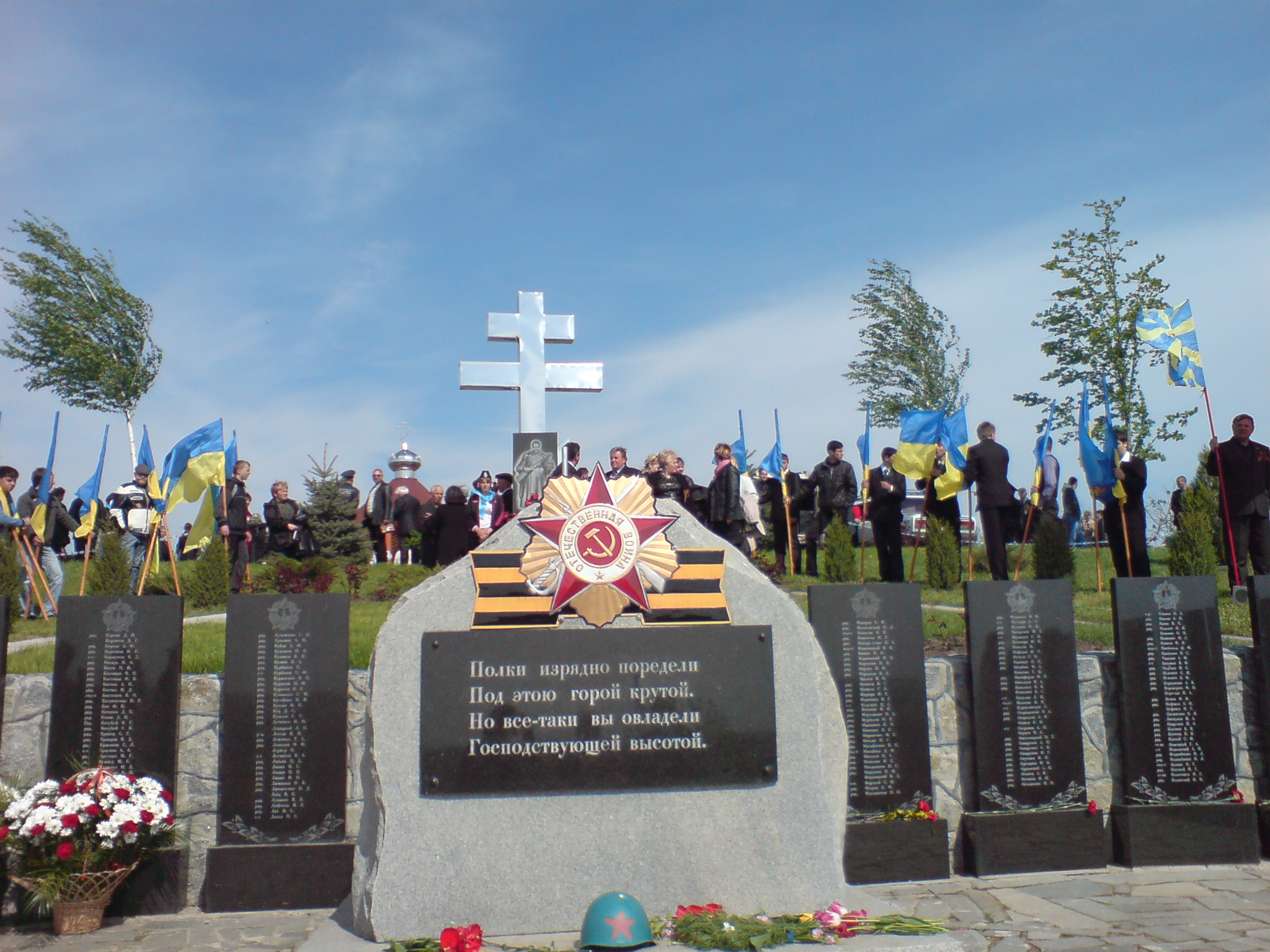
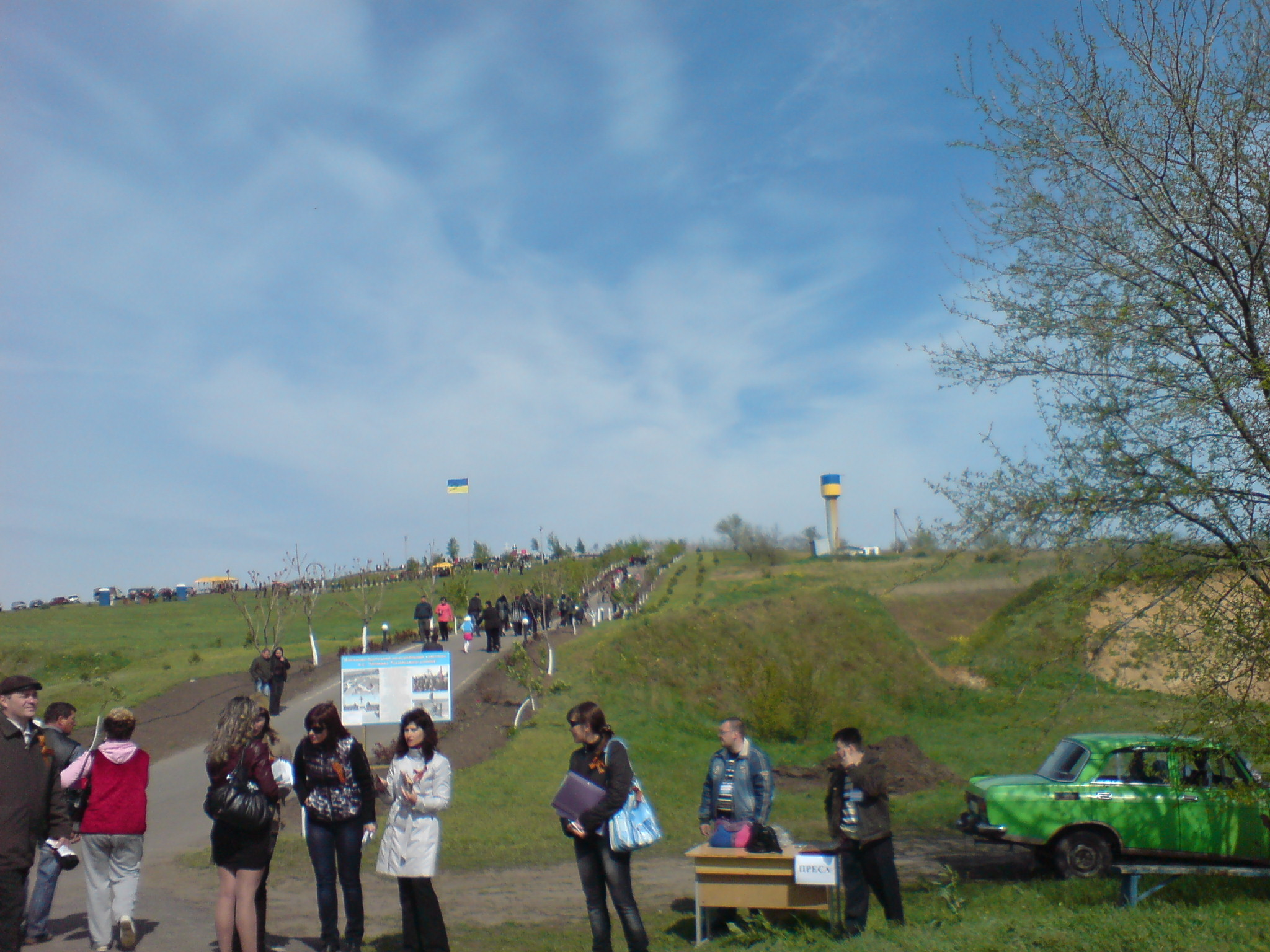

На сьогоднішній день меморіал являє собою великий комплекс всіляких будівель, пам'ятників, ділянок зелених насаджень, різних комунікацій і складної системи алейок, доріжок, ступенів, 50 гранітних католицьких хрестів і різних стел з іменами загиблих розташувалися на південному схилі так званих Пришибських висот. Центральна експозиція — радянський солдат з похиленою головою, а на бетоні прості слова: «Ми пам'ятаємо про вас».
Пам'ятник у формі зламаного посередині рожевого бутона присвячений 32 дівчатам віком од 17 до 20 років, чиї рештки тут також перезаховані. Дослідники припускають, що дівчата належали до радянського штрафбату, розстріляного тут фашистами в вересні 1943 року.
Всього на меморіалі в Благодатному перезаховано близько 500 вояків